# Centro per la ricerca e l'informazione socio-politica
Il Centro per la ricerca e l'informazione socio-politica (CRISP) (in francese: Centre de recherche et d'information socio-politiques) è un'organizzazione di ricerca indipendente fondata a Bruxelles nel 1958 da Jules Gérard-Libois. Presieduto da Vincent de Coorebyter, diretto da Jean Faniel e Pierre Blaise, è specializzato nello studio della vita politica, economica e sociale del Belgio.
Dal 1959, ha pubblicato una raccolta di monografie scientifiche, la posta settimanale CRISP (oltre 2.250 numeri); lavori brevi, file CRISP (oltre 80 numeri); libri (circa 50 titoli, escluso il settore africano); brevi articoli, Les @nalyses du CRISP en online. Fornisce inoltre vari strumenti online: un Vocabolario politico; un elenco permanente della partecipazione delle aziende valloni (oltre 80.000 aziende); la composizione dei governi (nazionale, regionale o comunitario) dal 1944.